# Baao
Baao est une municipalité de la province de Camarines Sur, aux Philippines.